# 마티아스 헤르게트
마티아스 헤르게트(독일어: Matthias Herget, 1955년 11월 14일, 작센 주 안나베르크-부흐홀츠 ~)는 독일의 전직 프로 축구 선수로, 현역 시절 최후방 수비수로 활약했다.
그는 8년 동안 237번의 분데스리가 경기에 출전해 26골을 기록했는데, 주로 바이어 위어딩겐에서 활동하며 기록했고, 이 곳에서 오랜 기간 주장을 역임하기도 했다.
헤르게트는 39번의 서독 국가대표팀 경기에 출전하였고, 서독을 대표로 월드컵에 1번, 유럽 선수권 대회에 1번 출전했다.

## 클럽 경력
동독의 안나베르크-부흐홀츠 출신인 헤르게트는 보훔에서 프로 무대 신고식을 치르고 2년을 보냈다. 1978년 여름, 그는 2부 리그의 로트-바이스 에센으로 이적하여, 그동안 주로 미드필더로 활약했고, 2년차부터 마지막 해까지 리그에서 36골을 터뜨렸다.
헤르게트는 1982-83 시즌에도 2부 리그에서 계속 활약했는데, 바이어 위어딩겐 경기에 35번 출전해 5번 골망을 흔들었고, 최종 순위 3위로 1부 리그 승격에 성공했다. 그는 이후에도 소속 구단에서 부동의 주전 선수로 활약을 이어나갔고, 7년을 몸담으면서 매 시즌마다 최소 1골을 성공해, 1985-86 시즌에는 소속 구단의 역대 최고 성적인 3위에 올랐다. 또한, 그는 1984-85 시즌 DFB-포칼 결승전에서 90분을 소화해 바이에른 뮌헨을 2-1로 꺾고, 본인의 처음이자 마지막 대회 우승을 거머쥐었다.
크레펠트 연고 구단을 1988-89 시즌에 1부 리그 잔류에 성공시킨 후, 33세의 나이에 샬케 04로 이적했고, 1989-90 시즌이 막이 내린 후 은퇴했다. 감독이 된 후, 그는 하위 리그의 부에르, 아이스바흐탈러, 그리고 보홀트를 지휘했다.

## 국가대표팀 경력
헤르게트는 1983년 10월 26일에 튀르키예와의 유로 1984 예선전 경기에서 10분을 남기고 한스-페터 브리겔과 교체되어 들어가 첫 국가대표팀 경기를 치렀고, 결과는 안방에서의 5-1 승리였다. 그는 멕시코에서 열린 1986년 월드컵의 선수단 일원이었지만, 케레타로의 코레히도라에서 0-2로 패한 덴마크와의 조별 리그 2차전 경기에 1번 출전하는데 그쳤다.
프란츠 베켄바워 감독의 지도 하에, 헤르게트는 주전 선수로 발돋움하여 자국에서 열린 유로 1988 선수단에도 발탁되었다. 그는 쾰른의 위르겐 콜러와 함께 자국 대표팀의 대회 본선의 준결승행에 일조했고, 국가대표팀에서 39번의 경기에 출전한 끝에 독수리 마크를 반납했다.

## 국가대표팀 득점 기록
아래의 점수에서 왼쪽의 점수가 서독의 점수이며, 점수 열은 헤르게트의 득점 당시 경기 상황을 나타낸다.
| # | 날짜            | 경기장                                           | 상대           | 점수 | 최종결과 | 대회                 |
| - | --------------- | ------------------------------------------------ | -------------- | ---- | -------- | -------------------- |
| 1 | 1985년 4월 30일 | 체코슬로바키아 프라하 벨키 스트라호프            | 체코슬로바키아 | 4–0  | 5–1      | 1986년 월드컵 예선전 |
| 2 | 1985년 9월 25일 | 스웨덴 스톡홀름 로순다 스타디온                  | 스웨덴         | 2–0  | 2–2      | 1986년 월드컵 예선전 |
| 3 | 1986년 2월 5일  | 이탈리아 아벨리노 파르테니오-아드리아노 롬바르디 | 이탈리아       | 1–1  | 2–1      | 친선경기             |
| 4 | 1986년 5월 14일 | 서독 도르트문트 베스트팔렌슈타디온               | 네덜란드       | 3–1  | 3–1      | 친선경기             |

## 수상
바이어 위어딩겐
- DFB-포칼: 1984–85